# Hypothyris inana
Hypothyris inana är en fjärilsart som beskrevs av Talbot 1929. Hypothyris inana ingår i släktet Hypothyris och familjen praktfjärilar. Inga underarter finns listade i Catalogue of Life.